# マダガスカルミヤマムシクイ
マダガスカルミヤマムシクイ（学名：Cryptosylvicola randrianasoloi、英名:Cryptic Warbler）は、テトラカヒヨドリ科の小鳥である。

## 分布
マダガスカル東部。高度900-2100 mの湿潤な熱帯雨林で見られる。

## 概要
1996年に記載された。セッカくらいの大きさ。